# Panda (muzikant)
Panda (of Panda Drum & Bass), pseudoniem van Pieter Hooghoudt (Nijmegen, 14 april 1986), is een Nederlands artiest uit Amsterdam  gespecialiseerd in elektronische muziek en in het bijzonder drum and bass.

## Biografie
Geïnspireerd door een liveshow van elektronische muziek in zijn geboortestad Nijmegen schreef Panda zijn eerste muziek. Panda's muziek kenmerkt zich het energieke karakter. Hij organiseerde in Nederland twee avonden: ONE in Nijmegen (gewijd aan op club-drum-and-bass) en Reaktor in Den Haag, gewijd aan een hardere vorm van drum-and-bassmuziek.

## Discografie
Panda bracht eerder muziek uit onder het pseudoniem Peet. Op het experimentele junglelabel Exegene Records kwam de single "Sequoyah" uit. Bij Foundname Records verscheen "Bermuda".
In 2008 bracht Panda zijn debuutalbum uit, getiteld Retake Manhattan. Het ging om een conceptalbum met als thema de viering van het 400-jarig bestaan van New York. Het album bevat 14 nummers die tezamen een fictieve reis rond de wereld voorstellen, waarna uiteindelijk New York weer door de Nederlanders wordt overgenomen. Het album werd uitgegeven en gedistribueerd door Wildlife, via Wildlife Direct.

## Prijzen en wedstrijden
Panda werd genomineerd voor de Drum & Bass Award voor beste producer van Nederland. Daarnaast won hij met zijn muziek verscheidene wedstrijden.
Een hiervan was de productiewedstrijd tussen de twee belangrijkste drum-and-basswebsites in de wereld: Dogs On Acid en Drum & Bass Arena. De wedstrijd werd gejureerd door drum-and-bassmuzikant John B. Andere wedstrijden omvatten de productiewedstrijd voor de Nederlandse drum-and-basswebsite DNBforum.nl, waar hij de eerste plaats won.
Op de radio koos het drum-and-basstijdschrift Knowledge een van zijn nummers als beste niet-uitgebrachte muziek. De single "Baghdad" was eerder uitgelicht als Drum & Bass Download door de digitale BBC-radiozender 1Xtra.